# Симко, Энтони
Э́нтони Си́мко (англ. Anthony Simcoe; род. 7 июня 1969, Сидней) — австралийский актёр кино и телевидения. Рост актёра составляет 1 метр 98 сантиметров, что предопределяет его характерные роли.

## Биография
Энтони Симко родился 7 июня 1969 года в Сиднее (Австралия). Окончил Национальный институт драматического искусства (National Institute of Dramatic Art). Впервые появился на телеэкранах в небольшой роли в сериале «Сельская практика» в 1993 году. Широкую известность приобрёл после исполнения роли Ка Д'Арго в сериале «На краю Вселенной», за эту роль в 2002 году он был номинирован на премию «Сатурн» как лучший телеактёр второго плана, но не выиграл награды.
Играет в музыкальной группе Signal Room.
Двое сыновей: Уиллем Ли и Джексон Тай.

## Избранная фильмография
- 1993 — Сельская практика / англ. A Country Practice — Питер Пейдж (в двух эпизодах)
- 1993 — Домой и обратно / англ. Home and Away — комментатор (в одном эпизоде)
- 1997 — Замок / The Castle — Стив Керриган
- 1998 — Водяные крысы / Water Rats — Джейк Карлтон (в одном эпизоде)
- 1999 — Налётчики / англ. Stingers — Филлип Бейкер (в одном эпизоде)
- 1999—2003 — На краю Вселенной / Farscape — Ка Д'Арго[4] / второстепенные персонажи (в восьмидесяти восьми эпизодах)
- 2000 — Затерянный мир / Sir Arthur Conan Doyle's The Lost World — Диркон (в одном эпизоде)
- 2001 — Повелитель зверей / BeastMaster — Милос (в одном эпизоде)
- 2004 — На краю Вселенной: Битва за мир / Farscape: The Peacekeeper Wars — Ка Д'Арго
- 2008 — Восток-Запад / англ. East West 101 — федеральный офицер (в одном эпизоде)
- 2008 — Остров Ним / Nim's Island — старший помощник капитана
- 2008 — Тёмная сторона / Underbelly — Дэнни Чабб (в одном эпизоде)